# Aspfuks
Aspfuks (Nymphalis vaualbum) är en fjärilsart som först beskrevs av Michael Denis och Ignaz Schiffermüller 1775.  Aspfuks ingår i släktet Nymphalis, och familjen praktfjärilar. Arten förekommer tillfälligt i Sverige, men reproducerar sig inte.

## Bildgalleri

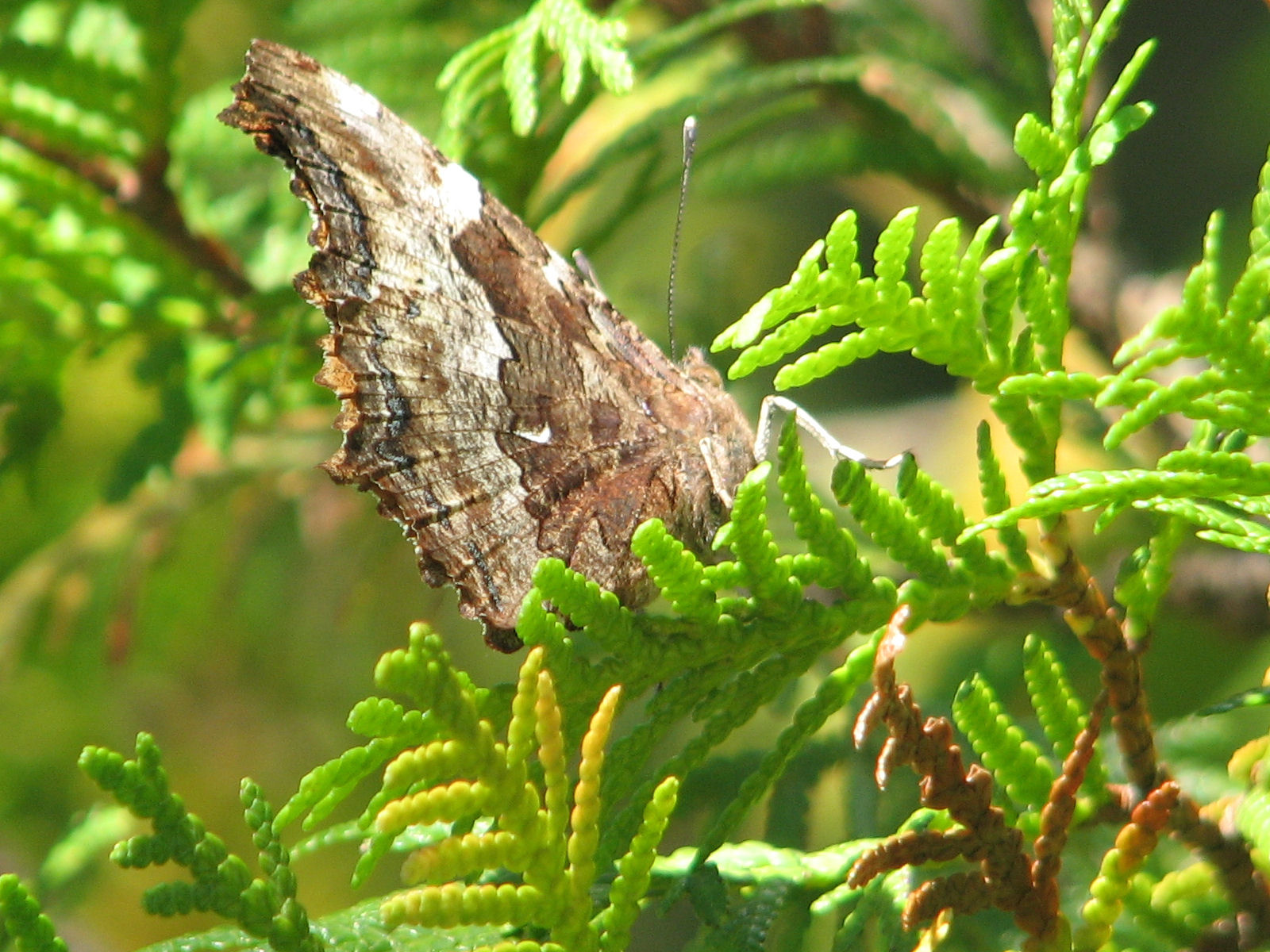